# ネコジルシ
ネコジルシ は、株式会社CATが運営する参加型コンテンツ＋コミュニティサイト。ソーシャル・ネットワーキング・サービス（SNS）の機能も包含するが、それよりもネコ写を代表とする参加型コンテンツに重点を置いているコミュニティサイトである。2005年2月22日（猫の日にちなむ）にサービスをスタートし、2009年6月現在の登録者数は約8000人。

## 始まり
創業者の山中健士が、中心となって有志を募り開発し、2005年2月にサービスの提供を開始。
当初のコンテンツは、ネコ写・掲示板の機能のみ。
その後、2006年9月に設立された株式会社CATに、ネコジルシの権利一式が現物出資の形で譲渡され、本格的な運営が開始された。
なお、立ち上げ時の開発メンバーはサービスリリース直後に解散し、その後の開発・運営は法人化までの間、山中のみによって行われた。

## コンセプト
日本における2大ペットのイヌとネコを比較すると、散歩が必要な事の多いイヌよりも、近年室内飼いされることが多いネコは、なかなか愛猫を他人に見せる機会が少ないのが現状である。
そこで愛猫の写真を公開する参加型写真投稿システムとして、ネコ写をリリースしたのが始まりである。
その後は飼い主同士の交流促進するSNS機能も増やされ、ネコに関するニュースや里親募集などのコンテンツが拡充されている。
なお、動物愛護や飼育方法などに関しては、人それぞれの考え方があるとして、中立を保っている特徴がある。

## 機能一覧
機能は大きく4カテゴリに分かれ、ユーザ投稿から成り立つ「参加型コンテンツ」、運営側による「情報提供型機能」、他の利用者と交流できる「SNS型機能」、ネットショッピングができる「マーケット型機能」が存在する。いくつかの機能にはGoogleガジェットが用意されている。
オープンSNSの方式を採っており、ユーザ登録していなくとも全ての機能を閲覧することが可能。ただし、投稿機能を利用するためには無料のユーザ登録が必要となる。

### 参加型コンテンツ型
- ネコ写
ネコの写真を投稿・閲覧できるネコジルシのキラーコンテンツ。コメント投稿や人気投票が可能。
- 里親募集
里親を募集したいネコの情報を登録でき、またネコを引き取ることを志願できるマッチング型コンテンツ。登録できるネコは子猫には限らないが、交通費や予防接種などにかかる実費以外の金銭の授受は禁止されている。
- にゃんでもQ&A
ネコについて知りたいことや疑問に思ったことを質問できるコンテンツ。回答の正確性が保障できないという理由により、ネコの生命に関わる病気・怪我に対する質問は禁止されている。
- にゃんこ一武闘会
自分の飼っているネコの写真をアップロードし、エントリー順で2匹のネコが対戦するコンテンツ。閲覧者はどちらかに投票することができ、より多くの票を集めた方が勝者となる。
- ネコニュース
ネコに関するニュースを集めたコンテンツ。ユーザが投稿することが可能。現在のニュースカテゴリは「事件」「新製品」「イベント」「エンターテインメント」「サイエンス」「地域の話題」の6つ。RSSで記事の更新を確認できる。
- にゃんクリック
1クリックアンケート。運営側がネコに関する質問と選択肢を設定し、ユーザは回答を選択して投票することができる。定期的に質問は更新され、過去のアンケート結果は自由に閲覧できる。
- ねこ好き広場
スレッド型掲示板。運営側からのお知らせ、ユーザ同士の交流に使われている。

### 情報提供型機能
- ネコ講座
つぐみ鈴子によるネコの飼い方・育て方講座。初めてネコを飼い始める人向けに、コラム形式で執筆されている。
- 猫本
ネコに関する書籍紹介。ユーザ登録している場合はお気に入りの本を「マイリストに追加」できる。
- ネコリンク
ネコに関するお勧めウェブサイトのリンク集。自薦・他薦可能。
- ネココラム
コラムニストによるネコに関連する記事。サイトマップ的には、ネコニュースの中に包まれている。

### SNS型機能
- 日記
Blogに近い機能であり、日記投稿・閲覧者のコメント・RSS配信機能などを備えている。特にネコに関わらない話題でも投稿でき、誹謗中傷や公序良俗に反しない限り、日記の内容は自由とされている。1つの日記記事に対して画像を3枚まで投稿できる。

- メッセージ
ネコジルシ内でのみ使用できるメール機能。ログインが頻繁でないユーザのために、メッセージが指定日数開封されなかった場合に登録メールアドレスへ通知する機能も備えている。

- 猫組
同好のコミュニティを形成するための機能。好きなネコの種類や性格等に関するものが多い。一つの猫組に対してメンバーがコメントを付け合っていくという、掲示板形式の機能。

### マーケット型機能
ねこねこ市場
ネコに関する商品を扱っている店舗を集めたショッピングモール。ユーザ登録がなくても購入可能。様々な特色の店が並び、商品は雑貨・衣類・招き猫など多岐に渡る。ハンドメイド品やねこねこ市場でしか手に入らない商品が多い事が特徴。
ペットゴー市場
ペットゴー株式会社と事業提携して運営されているコンテンツ。ペットゴー株式会社が運営するペット関連のネットショップPET VISIONの商品群から、ネコに関する商品データの提供を株式会社CATが受ける。
商品のリンク先はPET VISIONであり、ネコジルシでは商品情報のリンクを提供しているだけである。ネコジルシ限定の割引クーポンもある。

## 著書
- ネコジルシのネコ写 the BEST 面白くて可愛いニャンコ大集合! （共著）毎日コミュニケーションズ　2009年1月
同サイト内で、書籍にする事を前提としてユーザより猫のスナップショットを公募し写真集化。
掲載写真総数は222点。
その他、同サイトの様々なコンテンツを集約した特集記事も掲載されている。